# Lev Zacharovič Mechlis
Lev Zacharovič Mechlis (13. ledna 1889, Oděsa, Carské Rusko – 13. února 1953, Moskva, Sovětský svaz) byl sovětský komunistický politický pracovník, novinář, vojenský komisař, v době velké Vlastenecké války působil i jako vojenský velitel v hodnosti generálplukovníka. Šlo jednoho z nejbližších spolupracovníků sovětského diktátora Josifa Vissarionoviče Stalina.

## Život
Pocházel ze židovské rodiny, v mládí studoval na židovských školách a působil i v židovských spolcích. Během první světové války sloužil v Ruské carské armádě, v roce 1918 v Oděse vstoupil do ruské Bolševické strany. V době ruské občanské války působil jako vojenský politický komisař. Již v té době proslul svojí tvrdostí, krutostí ale i organizačními schopnostmi. V roce 1920 se poprvé seznámil se Stalinem. Od roku 1921 působil i ve státním aparátu, od roku 1922 až do roku 1953 pak se Stalinem velmi úzce spolupracoval. Od roku 1930 působil ve funkci šéfredaktora ústředních stranických novin Pravda. Od roku 1937 působil jako politický komisař v Rudě armádě a náměstek lidového komisaře obrany (náměstek ministra obrany). Od roku 1938 byl i členem Hlavní vojenské rady a od roku 1939 Hlavním vojenským komisařem Rudé armády. Na konci 30. let se velmi aktivně podílel na likvidaci nepohodlných sovětských důstojníků a generálů. V roce 1940, kdy probíhala celková reorganizace Rudé armády, byl jmenován lidovým komisařem státní kontroly (tedy ministrem). Dne 21. června 1941, pouze jeden den před vypuknutím Velké vlastenecké války, byl jmenován náčelníkem Hlavní správy politické propagandy. Od roku 1941 působil ve funkci náměstka Rady lidových komisařů (obdoba místopředsedy vlády).
Po vypuknutí Velké vlastenecké války působil jako zmocněnec sovětského Hlavního stanu s mimořádnými pravomocemi. V roce 1942 byl Hlavním stanem vyslán, aby pracoval u Krymského frontu, kde působil jako komisař i neformální velitel současně. Jeho velitelská činnost zde však byla velmi neúspěšná a vojska frontu utrpěla na Krymu od Wehrmachtu řadu zdrcujících porážek. Poté byl vojenským komisařem u několika dalších sovětských frontů. Po 2. světové válce nadále zastával funkci ministra státní kontroly.